# تپه حسین‌آباد امینی ۲
تپه حسین‌آباد امینی ۲ مربوط به هزاره اول - دوران‌های تاریخی پس از اسلام است و در شهرستان بوئین‌زهرا، روستای حسین‌آباد واقع شده و این اثر در تاریخ ۱۷ اسفند ۱۳۸۱ با شمارهٔ ثبت ۷۶۷۷ به‌عنوان یکی از آثار ملی ایران به ثبت رسیده است.